# 20e étape du Tour d'Italie 1999
La 20e étape du Tour d'Italie 1999 s'est déroulée le 4 juin dans la région du Trentin-Haut-Adige. Le parcours de 175 kilomètres était disputé entre Predazzo et Madonna di Campiglio, dans la province autonome de Trente. Elle a été remportée par l'Italien Marco Pantani de la formation italienne Mercatone Uno.

## Récit
Marco Pantani, vêtu du maillot rose, remporte une nouvelle victoire d'étape en solitaire - la quatrième de ce Giro - en se montrant une fois de plus largement supérieur à ses adversaires dans l'ultime ascension de la journée. La supérioté du Pirate est telle qu'il endosse au soir de cette étape les trois maillots distinctifs du Giro (maillot rose pour le général, cyclamen pour le classement par points et vert pour le classement du meilleur grimpeur), fait rarissime en troisième semaine de Grand Tour.

## Classement de l'étape
| \| 1. \| Marco Pantani \| \| Mercatone Uno \| en \| \| \| 2. \| Massimo Codol \| \| Lampre-Daikin \| + \| 1 min 07 s \| \| 3. \| Laurent Jalabert \| \| ONCE \| \| m.t. \| |                  |  |               |    |            |
| 1. | Marco Pantani    |  | Mercatone Uno | en |            |
| 2. | Massimo Codol    |  | Lampre-Daikin | +  | 1 min 07 s |
| 3. | Laurent Jalabert |  | ONCE          |    | m.t.       |

## Classement général
| \| 1. \| Marco Pantani \| \| Mercatone Uno \| en \| \| \| 2. \| Paolo Savoldelli \| \| Saeco \| + \| 5 min 38 s \| \| 3. \| Ivan Gotti \| \| Polti \| \| 6 min 12 s \| |                  |  |               |    |            |
| 1. | Marco Pantani    |  | Mercatone Uno | en |            |
| 2. | Paolo Savoldelli |  | Saeco         | +  | 5 min 38 s |
| 3. | Ivan Gotti       |  | Polti         |    | 6 min 12 s |